# La colla mata-degolla
La colla mata-degolla o Després de l'excursió (The Gashlycrumb Tinies: or, After the Outing) és un llibre d'Edward Gorey publicat el 1963. Gorey explica la història de vint-i-sis nens (un per cada lletra de l'alfabet) i la seva mort prematura en apariats dactílics, com ara "La A de l'Amy, que va caure per les escales. La B d'en Basil, atacat pels ossos" (en anglès, "A is for Amy who fell down the stairs. B is for Basil assaulted by bears"). També s'ha publicat en forma d'auca. El llibre fa passar el lector per tot l'alfabet, acompanyat per les il·lustracions en blanc i negre de Gorey.
L'expressió Gashlycrumb Tinies (literalment, "els nens de les engrunes tallades profundament") s'ha popularitzat fins al punt que se sol utilitzar per designar una mena determinada d'humor macabre, aplicat sobretot als infants. La colla mata-degolla ha tingut una presència d'una certa importància en la cultura popular dels Estats Units; per exemple, la cançó "The Perfect Drug" de Nine Inch Nails hi fa una clara referència.